# Dominic Poleon
 (septembre 2023).
Dominic Poleon, né le 7 septembre 1993 à Newham en Angleterre, est un footballeur international saint-lucien jouant au poste d'attaquant.

## Biographie
Il fréquente la Brampton Manor Academy à East Ham. Il commence sa carrière de footballeur dans les équipes juniors de Chelsea. Il rejoint ensuite Southend United avant d'être recruté par Leeds United un an plus tard.

### En club

#### Débuts avec Leeds United
Poleon rejoint Leeds United à l'été 2010. Lors de la saison 2011-2012, Poleon est le meilleur buteur de l'équipe de jeunes de Leeds avec 12 buts. Il termine sa deuxième saison au club en signant un contrat professionnel d'un an avec ses collègues Ross Killock et Monty Gimpel.
Après avoir marqué pour l'équipe des moins de 23 ans du club lors d'un match amical remporté deux buts à zéro contre Alfreton Town à North Street le 21 juillet 2012, Poleon et plusieurs autres jeunes, dont Sam Byram, Nathan Turner, Lewis Turner et Monty Gimpel, ont voyagé avec l'équipe senior la semaine suivante lors d'une tournée de présaison en Cornouailles et dans le Devon. Il marque de nouveau contre Tavistock lors d'une victoire six buts à zéro et est remplaçant lors des matches suivants contre Bodmin Town et Torquay United, alors que Leeds enregistrait trois victoires sur trois lors de sa tournée d'été. 
Ses performances lors des autres matches de présaison conduisent le jeune attaquant à rejoindre son collègue Sam Byram en équipe première pour le début de la première saison du manager Neil Warnock, qui lui attribue le maillot numéro 26 pour la saison. Il fait ses débuts en équipe première pour Leeds lors du premier match de la saison en entrant à la 76e minute contre Shrewsbury Town à Elland Road lors du match de EFL Cup le 11 août 2012. Il fait ses débuts en championnat deux semaines plus tard en remplaçant Ross McCormack lors de la victoire deux buts à un de Leeds sur Peterborough United. Poleon débute pour la première fois avec Leeds United lors d'un match de championnat contre Nottingham Forest le 22 septembre, après avoir fait bonne impression en tant que remplaçant lors d'une défaite trois buts à deux en championnat contre Hull City plus tôt dans la semaine. Il inscrit par l'occasion son premier but professionnel à la 25e minute. Avant le match contre Forest, Neil Warnock remet en question l'éthique de travail et l'approche du jeu de Poleon, déclarant qu'il risquait de voir sa carrière "s'éteindre" s'il ne changeait pas d'attitude. Il compare l'attitude de Poleon à celle de son ancien protégé à Crystal Palace, Victor Moses. La signature imminente en prêt d'un autre ancien protégé de Warnock et ancien coéquipier de Moses à Palace, Ryan Hall, limiterait encore les possibilités de Poleon en équipe première à United, car il chercherait à acquérir une expérience de jeu précieuse grâce à un prêt dans les ligues inférieures.
Le 15 octobre 2012, Poleon et son coéquipier Zac Thompson rejoignent Bury, club en difficulté de League One, dans le cadre d'un prêt d'un mois. Â Bury, ils sont sous la houlette de Kevin Blackwell, qui avait passé dix-sept ans avec Warnock en tant que joueur et entraîneur entre 1986 et 2003 et avait dirigé le club parent de Poleon entre 2004 et 2006. Il se voit attribuer le numéro 33 et fait ses débuts avec les Shakers lors du match nul un but partout à domicile contre Carlisle United. Poleon touche le poteau lors de ce match et délivre une passe décisive au buteur Zac Thompson en première mi-temps. L'énergie et l'engagement des jeunes joueurs valent à Blackwell d'être immédiatement félicité après le match : "Les deux jeunes de Leeds étaient absolument sur pied après ce match. Pour eux, l'échauffement est important, chaque fois qu'ils s'entraînent est important, lorsqu'ils se déplacent - tout est important et je suis vraiment satisfait d'eux et de toute l'équipe.
Poleon inscrit son premier but pour le club lors de son deuxième match contre Yeovil Town, égalisant à la 74e minute à Huish Park lors d'une défaite deux buts à un. Il poursuit sur sa lancée lors des matches suivants, ajoutant une autre passe décisive lors d'une victoire deux buts à un sur Hartlepool United et son deuxième but lors d'un match nul un but partout à domicile contre Walsall. Poleon touche le ballon alors qu'il dribblait en direction du but, et Poleon donne le dernier coup avant qu'il ne se loge dans la lucarne contre Portsmouth. Le 19 novembre, le prêt de Poleon à Bury est prolongé jusqu'au 3 janvier 2013, mais il est rappelé par son club d'origine seulement un jour plus tard en raison de suspensions et de blessures. Au cours des sept matches de championnat disputés par Poleon, les Shakers engrangent onze points, alors qu'ils n'en avaient récolté que quatre lors de leurs dix premiers matches.
Poleon est rappelé par Leeds le 20 novembre en raison de blessures et de suspensions dans son club d'origine, ainsi que de sa bonne forme à Bury. Le 18 janvier 2013, Poleon signe un nouveau contrat de deux ans et demi avec Leeds.
Poleon rejoint les rivaux du Yorkshire, Sheffield United, en prêt jusqu'à la fin de la saison le 12 février 2013. Danny Wilson, l'entraîneur des Blades, décrit Poleon comme étant "brut et imprévisible, mais très rapide... il peut s'infiltrer dans le dos des gens et marquer un but. Nous pensons qu'il peut apporter un petit plus sur le banc ou même en tant que titulaire". Après avoir joué sept fois pour Sheffield, Poleon est rappelé par le manager intérimaire de Leeds, Neil Redfearn, après le départ de Neil Warnock.
Poleon inscrit son deuxième but pour Leeds à Vicarage Road lors de la dernière journée de la saison, lors de la victoire deux buts à un de Leeds contre Watford, après avoir remplacé Steve Morison, blessé. Au cours de ce match, Poleon est impliqué dans une collision controversée au cours de laquelle il semble pousser Ikechi Anya, ce qui entraîne une collision accidentelle avec le gardien de but Jonathan Bond et lui vaut un carton jaune. Bond perd connaissance et est évacué du terrain sur civière avec une fracture présumée du nez. Alors que la poussée est perçue comme cynique par de nombreux supporters adverses, Poleon publie plus tard sur son Twitter officiel qu'il ne voulait pas blesser le gardien et souligné qu'il n'avait pas d'intentions malveillantes.
Poleon marque son premier but de la saison 2013-2014 dès sa première titularisation, lors d'un match d'EFL Cup à domicile contre Chesterfield. Le but de Poleon s'est avéré décisif et Leeds remporte le match deux buts à un.

#### Oldham Athletic
Le 1er septembre 2014, dans la dernière heure de la journée de clôture des transferts, Poleon signe un contrat de deux ans avec Oldham Athletic.

#### AFC Wimbledon
Poleon signe à l'AFC Wimbledon le 2 juillet 2016. Il inscrit ses premiers buts pour Wimbledon en inscrivant deux buts lors d'un match de l'EFL Trophy contre les moins de 23 ans de Swansea City le 30 août 2016.

#### Bradford City
Il s'engage à Bradford City en juin 2017 pour une durée de deux ans.

#### Crawley Town
Le 5 juillet 2018, Poleon accepte de rejoindre Crawley Town, club de League Two, pour un contrat de deux ans.

#### Newport County et prêt à Dover Athletic
Le contrat de Poleon à Crawley est résilié par consentement mutuel le 2 septembre 2019 pour lui permettre de rejoindre le même jour Newport County jusqu'à la fin de la saison 2019-2020. Il fait ses débuts avec Newport le 14 septembre 2019 lors de la défaite 2-0 contre Northampton Town en tant que remplaçant en seconde période.
Le 30 janvier 2020, Poleon rejoint le club de National League de Dover Athletic en prêt jusqu'à la fin de la saison. Poleon est libéré par Newport County à la fin de la saison 2019-2020

#### Ebbsleet United
Le 9 février 2021, Poleon rejoint Ebbsleet United, club de National League South, sur un transfert libre après une période d'essai réussie avec le club.
En février 2023, Poleon marque sept buts en sept matches, permettant à Ebbsfleet de prendre quatorze points d'avance sur l'équipe en deuxième position, et l'attaquant remporte le titre de joueur du mois de la National League South. Le 7 avril 2023, il inscrit son quatrième triplé de la saison pour porter son total à trente-six buts en championnat, assurant une victoire trois buts à zéro sur Oxford City, qui lui permet de remporter le titre de National League South et de remonter en cinquième division. Ayant terminé la saison en tant que meilleur buteur, il est nommé joueur de la saison de la National League South.

### En sélection
En 17 juin 2023, il joue sa première rencontre en sélection face à la Martinique lors des éliminatoires de la Gold Cup 2023. Son équipe s'incline trois buts à un.